# Mitscherlichite
La mitscherlichite est un minéral de formule K2CuCl4·2H2O.

## Historique de la description et appellations
La mitscherlichite fut découverte en 1925 dans le Vésuve en Italie par Zambonini et Carobbi. Elle a été nommée en hommage au chimiste et minéralogiste allemand Eilhard Mitscherlich.

## Caractéristiques physico-chimiques

### Cristallochimie
Il est possible de substituer le potassium par du rubidium ou de l'ammonium sans grand changement de la structure cristalline. Ces isomorphes se distinguent légèrement par leur couleur tirant plus ou moins vers le vert.

### Cristallographie

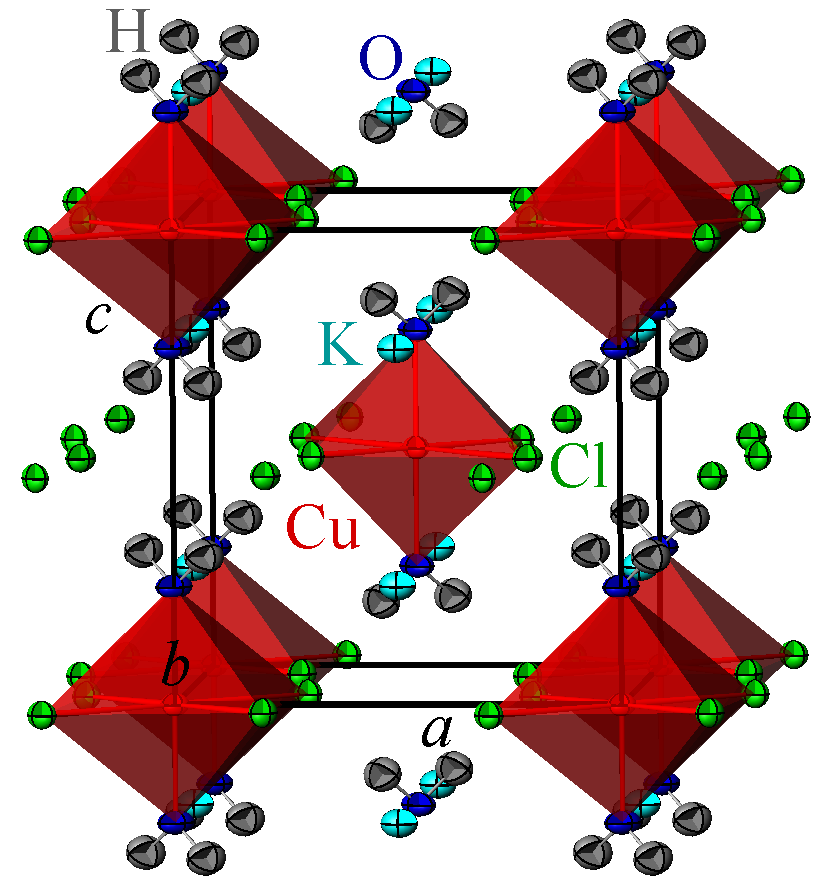
Structure cristalline de K_{2}CuCl_{4}·2H_{2}O, projetée le long de la direction b. Rouge : atomes de cuivre, cyan : potassium, gris : hydrogène, vert : chlore, bleu : oxygène. Le parallélépipède noir représente la maille conventionnelle.

La mitscherlichite cristallise dans le système cristallin quadratique, de groupe d'espace P42/mnm (Z = 2 unités formulaires par maille). Ses paramètres de maille à température ambiante sont {\displaystyle a} = 7,477 Å et {\displaystyle c} = 7,935 Å (volume de la maille : V = 443,61 Å3, masse volumique calculée : 2,39 g/cm3).
Les ions K+ ont une coordination cubique de chlore, avec une longueur de liaison moyenne K-Cl de 3,32 Å.
Les ions Cu2+ sont entourés par quatre chlores et deux molécules d'eau dans une coordination octaédrique déformée (4+2), avec les longueurs de liaison moyennes de 2,59 Å pour Cu-Cl et 1,97 Å pour Cu-H2O. Les octaèdres CuCl4(H2O)2 sont isolés les uns des autres par les cubes KCl8.
Les atomes d'hydrogène des molécules d'eau ne sont pas désordonnés dans la structure.

### Propriétés chimiques
Au-dessus de la température ambiante (à partir d'environ 50 °C), la mitscherlichite perd ses molécules d'eau et se décompose en A2CuCl4 (A = K, NH4, Rb) et vapeur d'eau. Ce phénomène de déshydratation se produit aussi sous atmosphère sèche à température ambiante. À température ambiante, A2CuCl4 est hygroscopique et absorbe l'humidité de l'air pour se transformer en mitscherlichite. Il est facile de distinguer visuellement entre les phases hydratée et déshydratée : la première a une couleur bleu-vert alors que la deuxième est rouge sombre tirant vers le brun.

### Propriétés physiques
Au-dessous de −272,27 °C, K2CuCl4·2H2O devient ferromagnétique (cette température de Curie varie légèrement mais reste dans le même ordre de grandeur pour les autres isomorphes).

## Croissance des minéraux
La mitscherlichite se laisse facilement synthétiser par évaporation à partir des sels KCl et CuCl2·2H2O en solution aqueuse à température ambiante. Toutefois, il est nécessaire de travailler dans des conditions expérimentales bien définies pour obtenir les cristaux purs. En effet, il est également facile de former des cristaux de KCuCl3·2H2O pouvant contaminer l'échantillon.